# Салуїн
Салуїн (варіанти назви Салуен, Наг-Чу, Ну-Цзян, кит.: 怒江) — річка в Китаї, М'янмі та Таїланді.
Річка бере свій початок в окрузі Нагчу Тибетського автономного району на висоті 5450 м. Ця частина річки разом з верхів'ям річок Янцзи та Меконг формують національний парк «Три паралельні річки», що входить у список Світової спадщини ЮНЕСКО.  Звідти тече на південний-схід під горою Кавагебо. Починаючи з провінції Юньнань тече приблизно на південь до самого гирла. У нижній течії на відрізку близько 100 км виконує роль кордону між М'янмою та Таїландом. Річка впадає у затоку Моутама Андаманського моря.
Довжина річки 2 815 км (за іншими оцінками 2 400 км), площа її басейну становить 324 000 км². Стік її води становить 4,876 м³/с. Найбільшими притоками є річки Моеі та Пай. Найбільшим населеним пунктом є місто Моулмейн у М'янмі.
Річка Салуїн бере свій початок з г. Гімалаї. Біля річки Салуїн водяться такі тварини: як, бук-гаур, оронго, чепрачний тапір. Рослини:мангрин. 